# Finlandia (pel·lícula)
Finlandia és una pel·lícula dramàtica hispanomexicana de 2022 dirigida per Horacio Alcalá, a partir d’un guió de Jesús Caballero. Es tracta d'una pel·lícula sobre la comunitat de les muxes en Mèxic, un col·lectiu que lluita pel reconeixement del seu gènere com un tipus més en la societat. És protagonitzada per Noé Hernández, Andrea Guasch, Cuauhtli Jiménez i Erick Israel Consuelo.
Es va estrenar al juny de 2022. És guanyadora de diversos premis, entre els quals s'inclou el Premi a Millor Pel·lícula al Connecticut Out Film.

## Argument
Un terratrèmol allibera les emocions d'una comunitat. Les muxes lluiten pel reconeixement del seu gènere com un més en la societat, alhora que combaten les seves pròpies passions, traumes i sentiments amagats. Delirio és la líder que guiarà a aquesta comunitat cap al descobriment de si mateixos. Mariano i Amaranta es troben sota una allau negra de sofriment que els ennuvola la sortida a la llibertat. Un viatge que transforma la vida d'una dissenyadora. La seva manera d'apreciar la realitat i la visió interna de si mateixa canvia quan comença a conviure amb els habitants d'aquesta part de la societat aconseguint descobrir l'origen del seu turment.

## Personatges i trames.
- Delirio, líder i defensora d'aquest grup en una societat patriarcal i sexista, la labor de la qual se centra en preservar la seva cultura a través del brodat i l'artesania. Una espiritual muxe plena de colors que connecta amb el més enllà arribant fins a Finlàndia a través de la roca de l'ànima. Un símbol d'escolta i alleujament per a aquesta comunitat.
- Mariano, quan era un bebè, el pare de Mariano va decidir prendre la segona via i abandonar-lo en cerca d'una felicitat que el seu fill no podrà aconseguir mai. Mariano viu amb la seva mare, la qual no accepta la seva amistat amb Delirio. El temps que Mariano i Delirio comparteixen li portarà a formular la seva identitat. El sisme bandeja davant els ulls de la seva mare la veritat sobre el que el seu cor desitja. Delirio s'encarrega de guiar en el camí a Mariano per a convertir-se en una muxe lliure que pugui estimar amb llibertat i ser reconeguda com el que realment és.
- Amaranta és una muxe el cor de la qual s'ha ennegrit amb el temps a causa del maltractament psicològic del seu pare. Per a Amaranta, Delirio és un exemple a seguir alhora que un blanc fàcil. Li escriu cartes d'amor fent-se passar per un vell amant per així enfonsar-la en una mar de confusió com un consol per al seu propi cor malalt. El terratrèmol és l'embenatge final que lliura el verí que conté Amaranta posant fi a la vida del seu pare i alliberant els fantasmes de totes les Muxes.
- Marta, una jove que treballa per a l'elit del capitalisme, una multinacional tèxtil. La seva vida monòtona es trenca quan és enviada a l'univers d'Oaxaca. Un únic objectiu: aconseguir patrons i teles fresques per vendre-les a Occident. No obstant això, el que no esperava en la seva cerca és xocar amb un grup de persones que la conviden a replantejar-se el seu dia a dia i la seva pròpia existència. El viatge a la terra de les muxes és la tornada al seu origen, el retrobament amb el seu ser. Marta connecta amb la terra descobrint així el motiu del seu malestar interior. El seu afany per aconseguir treball li ha portat a abandonar la seva pròpia ètica. Amb la tirania de la seva cap, Marta ha perdut el seu somriure a favor de l'ambició. No obstant això, el terratrèmol d'Oaxaca li retornarà les ganes de viure i la força per a prendre la decisió que hauria d'haver pres fa ja molt temps.
- Sara és la mare de Mariano. El seu principal problema és la ferida d'abandó que manté per la partida del seu marit. El pare de Mariano va marxar en cerca de la seva acceptació com a tercer gènere fora d'Oaxaca. Una traïció per a Sara. Un secret que governa la seva personalitat. Un fil negre que la venta en forma de solitud i rancor intern convertits en ràbia i menyspreu cap a les muxes i el seu propi fill. El destí de Mariano és el diable de Sara
- Hector és sord des que una traca de petards una nit de borratxera li va explotar al cap, paga el ressentiment amb ell mateix i amb el seu fill, Amaranta. Héctor no concep que sigui una muxe i la humilia de manera constant.
- Estrella, una teixidora i dissenyadora nascuda a Juchitán, Oaxaca, ha aconseguit ser la primera dona transgènere “muxe” a protagonitzar la portada d'una revista coneguda a nivell mundial i amb gran repercussió social: Vogue Mèxic. La jove és la prova que la màgia ancestral continua caminant sobre la terra. A Finlàndia, Estrella es representa a si mateixa, en defensa de la cultura zapoteca, una cultura remota que amb la seva ajuda i les d'altres muxes comença a sortir a la llum cada dia amb més força

## Repartiment
- Noé Hernández com Delirio.
- Andrea Guasch com Marta.
- Cuauhtli Jiménez com Amaranta.
- Ángeles Cruz com la mare de Mariano.
- Leonardo Alonso com el pare d’Amaranta.
- Erick Israel Consuelo com Mariano.
- Raquel Menor com Lorena.

## Festivals i Premis
- Guanyador del Premi al Millor Director al Festival Internacional de Cinema de Seattle.[7]
- Guanyadora del Premi Gio Stajano al Festival Lovers Italy.[8]
- Guanyadora del Premi del Públic en la Semana de Cine de Córdoba.[9]
- Guanyadora del premi a la Millor Película al Connecticut Out Film[5]
- Guanyadora del Premi del Públic al Toulouse Des-Images-Aux-mots.[10]